# أليستير موفات
أليستير موفات (بالإنجليزية: Alistair Moffat)‏ هو صحفي بريطاني، ولد في 16 يونيو 1950.

## وصلات خارجية
- أليستير موفات على موقع IMDb (الإنجليزية)